# Tasos Douvikas
Anastasios Douvikas, detto Tasos (in greco Αναστάσιος "Τάσος" Δουβίκας?; Atene, 2 agosto 1999), è un calciatore greco, attaccante del Como e della nazionale greca.

## Caratteristiche tecniche
È una punta centrale.

## Carriera

### Club
Cresciuto nel settore giovanile del Asteras Tripolīs, ha esordito in prima squadra il 19 agosto 2017 disputando l'incontro di Souper Ligka Ellada perso 2-1 contro il PAS Giannina.
Al termine della stagione 2018-2019 è stato eletto come miglior giovane della Souper Ligka Ellada.
Il 28 agosto 2023 viene acquistato dal Celta Vigo.
Il 3 febbraio 2025 viene acquistato dal Como, con cui firma un contratto fino a giugno 2029. Tre giorni dopo fa il suo esordio in serie A, subentrando al minuto 73' ad Assane Diao nella partita casalinga contro la Juventus, persa per 1-2. Il 29 marzo segna la sua prima rete in serie A nella partita casalinga contro l'Empoli, pareggiata per 1-1, in cui segna il momentaneo vantaggio dei lariani. Si ripete due giornate dopo, mettendo a segno il gol che regala la vittoria al Como nel match contro il Torino. Il 16 agosto, all'esordio della nuova stagione,  mette a segno la sua prima doppietta con i lariani, nel successo per 3-1 contro il Südtirol in Coppa Italia.

### Nazionale
Dopo aver giocato nelle nazionali giovanili greche Under-19 ed Under-21 nel 2021 ha esordito nella nazionale maggiore greca.

## Statistiche

### Presenze e reti nei club
Statistiche aggiornate al 16 agosto 2025.
| Stagione          | Squadra           | Campionato        | Campionato | Campionato | Coppe nazionali | Coppe nazionali | Coppe nazionali | Coppe continentali | Coppe continentali | Coppe continentali | Altre coppe | Altre coppe | Altre coppe | Totale | Totale |
| Stagione          | Squadra           | Comp              | Pres       | Reti       | Comp            | Pres            | Reti            | Comp               | Pres               | Reti               | Comp        | Pres        | Reti        | Pres   | Reti   |
| ----------------- | ----------------- | ----------------- | ---------- | ---------- | --------------- | --------------- | --------------- | ------------------ | ------------------ | ------------------ | ----------- | ----------- | ----------- | ------ | ------ |
| 2017-2018         | Asteras Tripolīs  | SL                | 20         | 2          | CG              | 3               | 1               |                    | -                  | -                  |             | -           | -           | 23     | 3      |
| 2018-2019         | Asteras Tripolīs  | SL                | 18         | 0          | CG              | 7               | 1               | UEL                | 1                  | 0                  |             | -           | -           | 26     | 1      |
| 2019-2020         | Asteras Tripolīs  | SL                | 1+1        | 0          | CG              | 1               | 0               |                    | -                  | -                  |             | -           | -           | 3      | 0      |
| Totale Asteras    | Totale Asteras    | Totale Asteras    | 40         | 2          |                 | 11              | 2               |                    | 1                  | 0                  |             | -           | -           | 52     | 4      |
| 2020-2021         | Volo              | SL                | 26+4       | 10+1       | CG              | 4               | 3               |                    | -                  | -                  |             | -           | -           | 34     | 14     |
| 2021-2022         | Utrecht           | ED                | 34+2       | 9          | CO              | 1               | 1               |                    | -                  | -                  |             | -           | -           | 37     | 10     |
| 2022-2023         | Utrecht           | ED                | 32+2       | 19+1       | CO              | 4               | 2               |                    | -                  | -                  |             | -           | -           | 38     | 22     |
| ago. 2023         | Utrecht           | ED                | 2          | 0          | CO              | 0               | 0               |                    | -                  | -                  |             | -           | -           | 2      | 0      |
| Totale Utrecht    | Totale Utrecht    | Totale Utrecht    | 72         | 29         |                 | 5               | 3               |                    |                    |                    |             | -           | -           | 77     | 32     |
| 2023-2024         | Celta Vigo        | PD                | 32         | 7          | CR              | 5               | 6               | -                  | -                  | -                  | -           | -           | -           | 37     | 13     |
| 2024-feb. 2025    | Celta Vigo        | PD                | 20         | 3          | CR              | 1               | 2               | -                  | -                  | -                  | -           | -           | -           | 21     | 5      |
| Totale Celta Vigo | Totale Celta Vigo | Totale Celta Vigo | 52         | 10         |                 | 6               | 8               |                    |                    |                    |             |             |             | 58     | 18     |
| feb.-giu. 2025    | Como              | A                 | 13         | 2          | CI              | -               | -               | -                  | -                  | -                  | -           | -           | -           | 13     | 2      |
| 2025-2026         | Como              | A                 | 0          | 0          | CI              | 1               | 2               | -                  | -                  | -                  | -           | -           | -           | 1      | 2      |
| Totale Como       | Totale Como       | Totale Como       | 13         | 2          |                 | 1               | 2               |                    |                    |                    |             |             |             | 14     | 4      |
| Totale carriera   | Totale carriera   | Totale carriera   | 198+9      | 52+2       |                 | 27              | 18              |                    | 1                  | 0                  |             | -           | -           | 235    | 72     |

### Cronologia presenze e reti in nazionale
| Cronologia completa delle presenze e delle reti in nazionale ― Grecia | Cronologia completa delle presenze e delle reti in nazionale ― Grecia | Cronologia completa delle presenze e delle reti in nazionale ― Grecia | Cronologia completa delle presenze e delle reti in nazionale ― Grecia | Cronologia completa delle presenze e delle reti in nazionale ― Grecia | Cronologia completa delle presenze e delle reti in nazionale ― Grecia | Cronologia completa delle presenze e delle reti in nazionale ― Grecia | Cronologia completa delle presenze e delle reti in nazionale ― Grecia |
| Data                                                                  | Città                                                                 | In casa                                                               | Risultato                                                             | Ospiti                                                                | Competizione                                                          | Reti                                                                  | Note                                                                  |
| --------------------------------------------------------------------- | --------------------------------------------------------------------- | --------------------------------------------------------------------- | --------------------------------------------------------------------- | --------------------------------------------------------------------- | --------------------------------------------------------------------- | --------------------------------------------------------------------- | --------------------------------------------------------------------- |
| 28-3-2021                                                             | Salonicco                                                             | Grecia                                                                | 2 – 1                                                                 | Honduras                                                              | Amichevole                                                            | -                                                                     | 46’                                                                   |
| 1-9-2021                                                              | Basilea                                                               | Svizzera                                                              | 2 – 1                                                                 | Grecia                                                                | Amichevole                                                            | -                                                                     | 70’                                                                   |
| 5-9-2021                                                              | Pristina                                                              | Kosovo                                                                | 1 – 1                                                                 | Grecia                                                                | Qual. Mondiali 2022                                                   | 1                                                                     | 63’                                                                   |
| 8-9-2021                                                              | Amarousio                                                             | Grecia                                                                | 2 – 1                                                                 | Svezia                                                                | Qual. Mondiali 2022                                                   | -                                                                     | 71’                                                                   |
| 12-10-2021                                                            | Solna                                                                 | Svezia                                                                | 2 – 0                                                                 | Grecia                                                                | Qual. Mondiali 2022                                                   | -                                                                     | 75’                                                                   |
| 11-11-2021                                                            | Atene                                                                 | Grecia                                                                | 0 – 1                                                                 | Spagna                                                                | Qual. Mondiali 2022                                                   | -                                                                     | 46’                                                                   |
| 14-11-2021                                                            | Amarousio                                                             | Grecia                                                                | 1 – 1                                                                 | Kosovo                                                                | Qual. Mondiali 2022                                                   | -                                                                     | 66’                                                                   |
| 25-3-2022                                                             | Bucarest                                                              | Romania                                                               | 0 – 1                                                                 | Grecia                                                                | Amichevole                                                            | -                                                                     | 57’                                                                   |
| 28-3-2022                                                             | Podgorica                                                             | Montenegro                                                            | 1 – 0                                                                 | Grecia                                                                | Amichevole                                                            | -                                                                     | 61’                                                                   |
| 5-6-2022                                                              | Pristina                                                              | Kosovo                                                                | 0 – 1                                                                 | Grecia                                                                | UEFA Nations League 2022-2023 - 1º turno                              | -                                                                     | 78’                                                                   |
| 9-6-2022                                                              | Volo                                                                  | Grecia                                                                | 3 – 0                                                                 | Cipro                                                                 | UEFA Nations League 2022-2023 - 1º turno                              | -                                                                     | 46’                                                                   |
| 24-9-2022                                                             | Larnaca                                                               | Cipro                                                                 | 1 – 0                                                                 | Grecia                                                                | UEFA Nations League 2022-2023 - 1º turno                              | -                                                                     | 46’                                                                   |
| 27-9-2022                                                             | Atene                                                                 | Grecia                                                                | 3 – 1                                                                 | Irlanda del Nord                                                      | UEFA Nations League 2022-2023 - 1º turno                              | -                                                                     | 67’                                                                   |
| 17-11-2022                                                            | Ta' Qali                                                              | Malta                                                                 | 2 – 2                                                                 | Grecia                                                                | Amichevole                                                            | -                                                                     | 68’                                                                   |
| 20-11-2022                                                            | Budapest                                                              | Ungheria                                                              | 2 – 1                                                                 | Grecia                                                                | Amichevole                                                            | -                                                                     | 86’                                                                   |
| 7-6-2024                                                              | Mönchengladbach                                                       | Germania                                                              | 2 – 1                                                                 | Grecia                                                                | Amichevole                                                            | -                                                                     | 68’                                                                   |
| 11-6-2024                                                             | Grödig                                                                | Malta                                                                 | 0 – 2                                                                 | Grecia                                                                | Amichevole                                                            | -                                                                     | 61’                                                                   |
| 13-10-2024                                                            | Atene                                                                 | Grecia                                                                | 2 – 0                                                                 | Irlanda                                                               | UEFA Nations League 2024-2025 - 1º turno                              | -                                                                     | 73’                                                                   |
| 7-6-2025                                                              | Candia                                                                | Grecia                                                                | 4 – 1                                                                 | Slovacchia                                                            | Amichevole                                                            | 1                                                                     | 71’                                                                   |
| Totale                                                                |                                                                       | Presenze                                                              | 19                                                                    |                                                                       | Reti                                                                  | 2                                                                     |                                                                       |

| Cronologia completa delle presenze e delle reti in nazionale ― Grecia under 21 | Cronologia completa delle presenze e delle reti in nazionale ― Grecia under 21 | Cronologia completa delle presenze e delle reti in nazionale ― Grecia under 21 | Cronologia completa delle presenze e delle reti in nazionale ― Grecia under 21 | Cronologia completa delle presenze e delle reti in nazionale ― Grecia under 21 | Cronologia completa delle presenze e delle reti in nazionale ― Grecia under 21 | Cronologia completa delle presenze e delle reti in nazionale ― Grecia under 21 | Cronologia completa delle presenze e delle reti in nazionale ― Grecia under 21 |
| Data                                                                           | Città                                                                          | In casa                                                                        | Risultato                                                                      | Ospiti                                                                         | Competizione                                                                   | Reti                                                                           | Note                                                                           |
| ------------------------------------------------------------------------------ | ------------------------------------------------------------------------------ | ------------------------------------------------------------------------------ | ------------------------------------------------------------------------------ | ------------------------------------------------------------------------------ | ------------------------------------------------------------------------------ | ------------------------------------------------------------------------------ | ------------------------------------------------------------------------------ |
| 26-3-2019                                                                      | Atene                                                                          | Grecia under 21                                                                | 1 – 1                                                                          | Montenegro under 21                                                            | Amichevole                                                                     | -                                                                              | 65’                                                                            |
| 6-6-2019                                                                       | Atene                                                                          | Grecia under 21                                                                | 3 – 0                                                                          | Georgia under 21                                                               | Amichevole                                                                     | -                                                                              |                                                                                |
| 10-6-2019                                                                      | Atene                                                                          | Grecia under 21                                                                | 5 – 0                                                                          | San Marino under 21                                                            | Qual. Europeo Under-21 2021                                                    | -                                                                              | 66’                                                                            |
| 5-9-2019                                                                       | Zwickau                                                                        | Germania under 21                                                              | 2 – 0                                                                          | Grecia under 21                                                                | Amichevole                                                                     | -                                                                              | 41’                                                                            |
| 10-9-2019                                                                      | Kallithea                                                                      | Grecia under 21                                                                | 1 – 0                                                                          | Lituania under 21                                                              | Qual. Europeo Under-21 2021                                                    | -                                                                              | 46’                                                                            |
| 10-10-2019                                                                     | Karviná                                                                        | Rep. Ceca under 21                                                             | 1 – 1                                                                          | Grecia under 21                                                                | Qual. Europeo Under-21 2021                                                    | -                                                                              | 28’                                                                            |
| 14-10-2019                                                                     | Atene                                                                          | Ucraina under 21                                                               | 2 – 0                                                                          | Grecia under 21                                                                | Amichevole                                                                     | -                                                                              | 49’                                                                            |
| 8-10-2019                                                                      | Marijampolė                                                                    | Lituania under 21                                                              | 2 – 0                                                                          | Grecia under 21                                                                | Qual. Europeo Under-21 2021                                                    | -                                                                              |                                                                                |
| 13-10-2019                                                                     | Atene                                                                          | Grecia under 21                                                                | 0 – 1                                                                          | Croazia under 21                                                               | Qual. Europeo Under-21 2021                                                    | -                                                                              |                                                                                |
| Totale                                                                         |                                                                                | Presenze                                                                       | 9                                                                              |                                                                                | Reti                                                                           | 0                                                                              |                                                                                |

## Palmarès

### Individuale
- Capocannoniere dell'Eredivisie: 1

2022-2023 (19 reti, a pari merito con Xavi Simons)
- Capocannoniere della Coppa di Spagna: 1

2023-2024 (5 reti, ex aequo con Abdón Prats ed Asier Villalibre)